# Заря драконов
Заря драконов — научно-фантастический роман 1989 года американской писательницы Энн Маккефри из серии «Всадники Перна».

## Описание сюжета
Планета - Перн, сперва показался раем своим новым колонистам, стремящихся возвратиться к аграрному, более простому образу жизни. Адмирал Пол Бенден и губернатор Эмили Болл, а также остальная часть колонистов, выбрали эту планету как место, чтобы оставить их недавние войны и проблемы позади. Вскоре после прибытия на Перн внезапно появилась новая угроза - Нити.
Со временем, видя неизбежное разрушение колонии, генетик Китти Пинг и её дочь (внучка) Цветок Ветра усовершенствовали местную форму жизни, огненных ящериц (файров), для защиты людей от Падения Нитей.